# 2nd BEST
『2nd BEST』（セカンドベスト）は、Hi-Fi CAMPの2枚目のフルアルバムである。2010年11月3日発売。

## 作品概要
- 「1st BEST」から約1年3ヶ月ぶりのアルバム。全14曲。
- 初回生産限定盤はスリーブケース仕様となっており、「Hi-Fi Summer CAMP TOUR〜大変お手数です...〜 」ツアーファイナル「8月1日 仙台darwin」のライブ映像他、スペシャル映像を収録したDVD付き。

## 収録曲
1. Prelude 〜Alive〜
  - 作詞：-、作曲：-
2. 離れていても
  - 作詞：KIM SOYA、作曲：Hi-Fi CAMP

あすなろ学院「2010年冬季講習会」CMソング。
3. 一握りの空の下
  - 作詞：SOYA、作曲：Hi-Fi CAMP

TBS系「爆!爆!爆笑問題」2010年8月・9月度エンディングテーマ。
読売テレビ「キューン!」2010年8月度エンディングテーマ。
4. RIDE AWAY 〜雪の降る街から〜
  - 作詞：SOYA、作曲：Hi-Fi CAMP

トーヨータイヤ スタッドレスタイヤ「GARIT G5」CMソング。
シングル曲を除けば今作に収録されている曲の中で唯一PVが製作されている。
5. ずっと幸せに
  - 作詞：SOYA、作曲：Hi-Fi CAMP
6. 夢の向こうへ
  - 作詞：KIM、作曲：Hi-Fi CAMP

仙台銀行「住宅ローン」 CMソング
7. ドラゴンフィッシュ
  - 作詞: SOYA、作曲：Hi-Fi CAMP
8. 夜空のLUV LETTER
  - 作詞：SOYA、作曲：Hi-Fi CAMP
9. R
  - 作詞：KIM、作曲：Hi-Fi CAMP
10. 羅針盤
  - 作詞：KIM、作曲：Hi-Fi CAMP

菅原学園 デジタルアーツ仙台「エンターテインメントとデザイン篇」CMソング。
11. メモリーズ
  - 作詞：KIM、作曲：Hi-Fi CAMP
12. Lost Love Song
  - 作詞：SOYA、作曲：Hi-Fi CAMP

日本テレビ系「音楽戦士 MUSIC FIGHTER」2010年3月度エンディングテーマ。
13. 春風〜いつか桜の咲く頃に〜
  - 作詞：KIM、作曲：Hi-Fi CAMP
14. ALIVE
  - 作詞：SOYA、作曲：Hi-Fi CAMP

菅原学園 仙台保健福祉専門学校「この学び舎から篇」CMソング。